# Список умерших в 1788 году
В этой статье представлен список известных людей, умерших в 1788 году.
См. также: Категория:Умершие в 1788 году

## Январь
- 14 января — Грасс, Франсуа Жосеф Поль де — французский адмирал, участник войны за независимость США.
- 31 января — Карл Эдуард Стюарт — претендент на английский и шотландский престолы.

## Февраль
- 15 февраля — Гаррах, Мария Йозефа фон (60) — чешская аристократка из рода Гаррахов, жена 6-го князя Лихтенштейна и 3-го князя Лобковица младшей линии.
- 18 февраля — Уайтхёрст, Джон — английский часовщик и учёный.

## Март
- 12 марта — Антоний I — грузинский и российский государственный деятель, писатель, философ.

## Апрель
- 15 апреля — Бонно, Джузеппе (77) — австрийский композитор.

## Август
- 10 августа — Гифтшютц, Франц (40) —  австрийский священник.

## Сентябрь
- 17 сентября — Дюпати, Жан-Батист Мерсье — французский юрист и писатель.